# Liste der Straßen und Plätze in Flensburg/A
| Name                                                   | Hintergrund | Koordinate                                                | Schild |
| ------------------------------------------------------ | --- | --------------------------------------------------------- | ------ |
| Abt-Nikolaus-Pfad                                      | Benannt nach dem Abt Nikolaus, eigentlich Nils Sæmundarson, der im 12. Jahrhundert lebte. Die Gebäude in der Straße entstanden ungefähr um 2002. | Lage, Weiche (PLZ 24941)                                  |        |
| Adelbyer Kirchenweg Adelby Kirkevej                    | Weg von Jürgensby zur Johanniskirche in Flensburg-Adelby — Der Weg war in der Vergangenheit einer der Hauptwege zur Kirche. Die Straße beginnt bei der Bismarckstraße am Palast-Theater und verläuft Richtung Südosten. Sie kreuzt die Glücksburger Straße und führt weiter Richtung Adelby. Kurz vor der Osttangente stößt der Trögelsbyer Weg auf sie. Ebenfalls in diesem Bereich stößt der Feldweg Lustgarten, der vom Holländerhof, einer Werkstatt für behinderte Menschen, kommt, auf den Kirchenweg und endet bei diesem. Bei der Osttangente teilt sich zudem der Adelbyer Kirchenweg. Der Teil für die Autos wurde mit dem Bau der Osttangente abgezweigt und verläuft nun weiter bis zur Osttangente. Der Teil für die Fußgänger setzt den historischen Verlauf des Weges fort. Über eine Brücke endet der Weg bei der Adelbyer Johanniskirche. | Lage, Jürgensby (PLZ 24943)                               |        |
| Adelbyer Straße Adelbygade                             | Straße nach Adelby — Die Adelbyer Straße war lange Zeit einer der Hauptwege nach Adelby und endet nun beim Holländerhof, einer Werkstatt für behinderte Menschen. Sie führte wohl früher noch östlich weiter, wo heutzutage nur noch ein Feldweg vorhanden ist, der kurz vor der dortigen Fußgängerbrücke auf den Adelbyer Kirchweg stößt und dort endet. | Lage, Sandberg/Jürgensby (PLZ 24943)                      |        |
| Adelbyer Weg                                           | Liegt bei der Adelbyer Straße, die nach Adelby führt. | Lage, Sandberg (PLZ 24943)                                |        |
| Adelbyheck Adelbyhæk                                   | Straße bei Adelbylund. Das niederdeutsche Wort „Heck“ bedeutet Zaun oder auch Hecke. Dort soll sich früher ein Feldtor befunden haben. | Lage, Jürgensby (PLZ 24943)                               |        |
| Adelbykamp Adelbymark                                  | Eigentlich ein Flurname. „Kamp“ kommt von lateinisch „Campus“ und bedeutet Feld. Vgl. auch mit dem heute üblichen Fremdwort: Campus. | Lage, Jürgensby24943 (PLZ )                               |        |
| Adelbylund                                             | Die Straße führt durch das Gebiet Adelbylund bis nach Adelby. Lund bedeutet Hain. | Lage, Sandberg (PLZ 24943)                                |        |
| * Adelby-Tastruper-Weg                                 | Die Landstraße führte von Adelby nach Tastrup. Sie wurde offenbar 1975 in Ringstraße umbenannt. Siehe dort. | Lage, Tarup                                               |        |
| Adelbytoft                                             | „Toft“ bedeutet so viel wie „Feld“. In Flensburg gibt es noch weitere Straßen mit Wort Toft im Namen, beispielsweise Munketoft. Der Hof Flenstoft war zudem der Vorgängerbau der Duburg. | Lage, Sandberg (PLZ 24943)                                |        |
| Adolf-Menzel-Weg Adolf Menzels Vej                     | Benannt nach dem Maler, Zeichner und Illustrator Adolph von Menzel (1815–1905). | Lage, Fruerlund (PLZ 24943)                               |        |
| Ahornweg Ahornvej                                      | Dort sollen Ahornbäume gestanden haben. | Lage, Weiche (PLZ 24941)                                  |        |
| Albert-Schweitzer-Hof Albert Schweitzers Gård          | Benannt nach Albert Schweitzer, einem deutsch-französischen Arzt, evangelischen Theologe, Organist, Philosoph und Pazifist, der von 1875 bis 1965 lebte. | Lage, Friesischer Berg (PLZ 24937)                        |        |
| Alsenstraße Alsgade                                    | Benannt nach der Insel Alsen am Ende der Flensburger Förde. — Eine Straßen-Sage verknüpft Alsen mit Flensburg: Einst sei ein Mann aus Tandslet auf Alsen nach Flensburg gereist, wo er, nachdem er angekommen war, rastlos auf der Straße hin und her ging. Nach einiger Zeit trat ein Flensburger an ihn heran und fragte ihn, warum er denn die ganze Zeit hin und her laufen würde. Da erzählte ihm der Mann aus Tandslet, dass er den Tag zuvor geträumt habe, auf der Straße in Flensburg einen Schatz zu finden. Doch nun in Flensburg angekommen, wüsste er nicht recht, wie er den Schatz denn nun finden solle. Der Flensburger begann zu lachen und meinte: „So müsste ich nun auch nach Tandslet reisen, da ich in der Nacht doch träumte, dass eben dort ein Schatz begraben sei.“ Sofort verließ der ausgelachte Mann aus Tandslet die Stadt, begab sich zurück nach Tandslet und fand dort merkwürdigerweise auf der Straße den Schatz. — Der wichtigste Ort Alsens ist jedoch nicht Tandslet, sondern Sønderborg, zu dem Flensburg immer wieder neue Beziehungen aufbaut wie auch alte pflegt. | Lage, Nordstadt (PLZ 24939)                               |        |
| Alsterbogen Alsterbuen                                 | Benannt nach dem Fluss Alster im Süden Schleswig-Holsteins bei Hamburg. | Lage, Fruerlund (PLZ 24943)                               |        |
| Alte Gärtnerei                                         | Dort befand sich vor dem Bau der Wohnanlage unter der Adresse Kiefernweg 120 eine Gärtnerei. Um 2013 war es ein politisches Ziel des Flensburger Rathauses die Einwohnerzahl der Stadt auf über 100.000 Einwohner zu erhöhen. Insbesondere im beliebten Stadtteil Mürwik versuchte die Stadt Bauland zu entwickeln. Die Wohnanlage der Alten Gärtnerei entstand bis 2020. | Lage, Mürwik (PLZ 24944)                                  |        |
| Alter Frösleer Weg Gammel Frøslevvej                   | Weg nach Fröslee, welcher die Route vom Frösleerweg durch Harrislee fortsetzt. | Lage, Harrislee (PLZ 24955)                               |        |
| Alter Husumer Weg Gammel Husumvej                      | Alte Landstraße nach Husum, die schon 1722 bezeugt ist. Von der Landstraße zwischen Flensburg und Husum ist zudem eine Sage überliefert. – Räuber hatten einen Zwirnsfaden über den Weg gespannt, der eine Glocke in einer Höhle anzog, wenn Reisende vorüberkamen. Ein kleines Bettelmädchen, das sie bei sich hatten und das alles für sie einkaufen musste, setzte sich eines Sonnabends an einem Stein, der in der Nähe eines Feldes stand, nieder und klagte seine Not. Wie es letztendlich alles dem Stein verriet, hörten es auch die Feldarbeiter, die in der Nähe waren. Noch am Sonnabend, bei der Rückkehr zur Höhle, streute das kleine Bettelmädchen Körner und markierte ihnen so den Weg. – In anderen Gegenden sind ähnliche Räubergeschichten überliefert. | Lage, Weiche (PLZ 24941)                                  |        |
| Alter Kupfermühlenweg Gammel Kobbermøllevej            | Weg nach Wassersleben und Kupfermühle. | Lage, Nordstadt (PLZ 24939)                               |        |
| Alter Ochsenweg Gammel Oksevej                         | Alter Teil des Ochsenweges. | Lage, Weiche (PLZ 24941)                                  |        |
| Alt-Fruerlundhof Gammel Fruerlundgård                  | Siehe Fruerlundhof | Lage, Fruerlund (PLZ 24943)                               |        |
| Altvaterweg Altvatervej                                | Benannt nach dem Altvatergebirge im tschechischen Schlesien und Nordmähren. — Mit dem Ende des Zweiten Weltkrieges kamen viele Flüchtlinge und Heimatvertriebene nach Flensburg. Die Stadt wuchs. Viele Flensburger Straßennamen erinnern an die alte Heimat von Zugewanderten, so auch dieser. | Lage, Fruerlund (PLZ 24943)                               |        |
| Am Anger                                               | Vgl. Anger | Lage, Fruerlund (PLZ 24943)                               |        |
| Am Bauernhof Ved Bondegården                           | Benannt nach einem Bauernhof, der dort stand. | Lage, Mürwik (PLZ 24944)                                  |        |
| Am Bundesbahnhof Ved Banegården                        | Straße am Bahnhof Flensburg. | Lage, Südstadt (PLZ 24937)                                |        |
| Am Burgfried Borgfreden                                | Ein Straßenname mit Bezug zur Duburg. Erinnert an den Burgfried der Duburg, der aber ein Stück nördlicher stand, den man aber wohl von dort einst sehen konnte. | Lage, Neustadt (PLZ 24939)                                |        |
| Am Dammhof Ved Damgården                               | Damm deutet auf einen Stauteich hin. Der Name bedeutet also Hof am Stauteich; vgl. Dammhofareal. Die Straße hieß früher „Strohsack“. In der Straße stand im Übrigen einst zudem die Dammhofpforte. | Lage, Jürgensby (PLZ 24937)                               |        |
| Am Feldrain                                            | Vgl. Feldrain | Lage, Weiche (PLZ 24941)                                  |        |
| Am Fördehang                                           | Straße, die an einem der Steilhänge der Flensburger Förde entlang verläuft. | Lage, Mürwik (PLZ 24944)                                  |        |
| Am Fördeufer                                           | Eine Straße an der Flensburger Förde, die von Sonwik nach Kielseng führt. | Lage, Mürwik (PLZ 24944)                                  |        |
| Am Fördewald Ved Fjordskoven                           | 1976 erhielt das dortige Neubaugebiet den Namen Am Fördewald. Gebiet und Straße liegen am erwähnten Wald. Vgl. Glücksburger Wald. | Lage, Mürwik (PLZ 24944)                                  |        |
| Am Friedenshügel Ved Fredshøjen                        | Sie ist Teil der Bundesstraße 199 und fungiert als Hauptverkehrsstraße des Stadtbezirks Friedenshügel. Sie liegt am namensgebenden Grabhügel Friedenshügel. | Lage, Friesischer Berg (PLZ 24941)                        |        |
| Am Goldregen Ved Guldregnen                            | Dort stehen Goldregen. Im Jahre 1992 entstand dort die Goldregensiedlung. Die benachbarten Straßen etwas nördlicher wurden ebenfalls nach Baumarten benannt, beispielsweise der Kiefernweg. | Lage, Mürwik (PLZ 24944)                                  |        |
| Am Industriehafen Ved Industrihavnen                   | Benannt am 28. Januar 1961; Siehe Flensburger Hafen#Industriehafen. | Lage, Fruerlund (PLZ 24937)                               |        |
| Am Kanalschuppen Ved Kanalskuret                       | 1886 ließ der Direktor der Flensburg-Erkensunder-Dampfschiffsgesellschaft, Friedrich Mommse Bruhn, von der Flensburger Schiffbau-Gesellschaft das Dampfschiff Kanal fertigen. Bruhn hatte erkannt, dass Dampfschiffe den Eider-Kanal innerhalb von 16 Stunden durchfahren konnten. Frachtsegler benötigten im Vergleich drei bis vier Tage. An der Hafenspitze wurde zudem der sogenannte „Kanalschuppen“ zur Lagerung der Fracht für die sodann neu eingerichtete Flensburg-Hamburg-Linie errichtet. Bis 1895, dem Jahr der Fertigstellung des Kaiser-Wilhelm-Kanals, fuhr die Kanal im Stückgutverkehr zwischen Flensburg und Hamburg erhebliche Gewinne ein. Im Anschluss durchfuhren im Auftrag von Bruhn die Dampfschiffe Kanal II, Kanal III und Kanal IV noch über Jahre den Kaiser-Wilhelm-Kanal. Die Kanal IV wurde schließlich irgendwann danach dem kleinen Flottenverband entzogen und sank 1924 in einem schweren Sturm vor Schleimünde. Die Kanal II und Kanal III wurden 1934 an der Elbe abgewrackt. Am 13. März 1984 wurde letztlich der Kanalschuppen abgerissen.                           | Lage, Jürgensby (PLZ 24937)                               |        |
| Am Katharinenhof Ved Katharinegården                   | Liegt bei Katharinenhof (Harrislee). | Lage, Nordstadt (PLZ 24939)                               |        |
| Am Knüll Ved Knolden                                   | Die Straße im Stadtteil Mürwik erhielt ihren Namen im Jahr 1936. Das niederdeutsche Wort „Knüll“ bezeichnet einen „Hügel“, „Erdhaufen“ oder lediglich auch nur einen Maulwurfshügel. Im Stadtteil Mürwik wurden auch weitere Straßen niederdeutsch benannt — der Twedter Plack oder auch die Straße „Am Soot“ (siehe weiter unten). | Lage, Mürwik (PLZ 24944)                                  |        |
| Am Lachsbach Ved Laksebækken                           | Liegt am Lachsbach. | Lage, Nordstadt (PLZ 24939)                               |        |
| Am Lautrupsbach Ved Lautrupsbækken                     | Der nahegelegene Bach wurde nach der Müllerfamilie Lautrup, die die dortige Wassermühle besaß, benannt. Die Straße liegt am besagten Lautrupsbach. | Lage, Fruerlund (PLZ 24937)                               |        |
| * Am Lok-Schuppen Ved Remisen                          | Auf dem sogenannten Gleisdreieck des Stadtteils Weiche befand sich bis zum Oktober 2016 ein großer, alter Lokschuppen. Die offizielle Straßenbenennung „Am Lok-Schuppen“ soll schon vor dem Abriss des Lok-Schuppens aufgehoben worden sein. Das Gebäude eines Vereins namens „Arbeiten für die Umwelt e. V.“ besaß noch bis zu dessen Auflösung im Jahr 2017 offenbar die Anschrift „Am Lok-Schuppen 3“ (Lage). | Lage, Weiche (PLZ 24941)                                  |        |
| Am Lustgarten                                          | Die Straße lag an einer Gastwirtschaft, dem sogenannten Lustgarten. Die benachbarte Straße trägt den Namen Lustgartenweg. | Lage, Jürgensby (PLZ 24943)                               |        |
| Am Magdalenenhof Ved Magdalenegården                   | Liegt beim Gebiet Magdalenenhof und dem dortigen gleichnamigen landwirtschaftlichen Betrieb. | Lage, Westliche Höhe (PLZ 24941)                          |        |
| Am Margarethenhof                                      | Vgl. Margarethenhof (Flensburg) | Lage, Jürgensby (PLZ 24937)                               |        |
| Am Moorbach Ved Mosebækken                             | Bezieht sich auf den Lachsbach. | Lage, Nordstadt (PLZ 24939)                               |        |
| * Am Mückenteich Ved Myggedammen                       | Nach dem dortigen gleichnamigen Teich im Wald bei Weiche. Der Straßenname wurde 1970 aufgehoben. Ihr neuer Name lautet Hirschbogen (Siehe auch dort). | Lage, Weiche                                              |        |
| Am Mühlenteich                                         | Die Straße erinnert an den Mühlenteich. | Lage, Sandberg (PLZ 24937)                                |        |
| Am Nordertor Ved Nørreport                             | Straße am Nordertor. Die Straße setzt zum einen auf der Nordseite des Nordertors den Verlauf der Duburger Straße (vgl. dort) fort und verbindet zum anderen auf der Südseite des Nordertors die Norderstraße mit der Schiffbrücke. Der Straße wurden offenbar keine Hausnummern zugeordnet. | Lage, Flensburger Innenstadt (PLZ 24939)                  |        |
| Am Ochsenmarkt Ved Oksetorvet                          | Am einen Ende der Straße liegt die Exe, wo sich der Ochsenmarkt befand. Am anderen Ende befindet sich das neue Stadtteilzentrum Ochsenmarkt. | Lage, Friesischer Berg (PLZ 24937)                        |        |
| Am Osterfeld                                           | Der Wanderweg führt von der Kauslunder Straße zum Osterholzer Weg. Westlich vom besagten Wanderweg liegt Kauslund-Osterfeld, bestehend aus den Straßen: Ina-Carstensen-Straße, Marie-Rasch-Straße, Greta-Korn-Straße, Anna-Hansen-Straße (siehe weiter oben), Christine-Christiansen-Straße sowie dem Käte-Petersen-Weg. | Lage, Engelsby (PLZ 24943)                                |        |
| Am Ostseebad Ved Østersøbadet                          | Straße am Ostseebad. | Lage, Nordstadt (PLZ 24939)                               |        |
| Am Pferdewasser Ved Hestevandet                        | Dort befand sich früher ein Teich, an dem Pferde getränkt werden konnten. Heute steht dort das Flensburger Rathaus | Lage, Flensburger Innenstadt/Friesischer Berg (PLZ 24937) |        |
| Amrumer Straße Amromgade                               | Benannt nach der Insel Amrum in der Nordsee. | Lage, Weiche (PLZ 24941)                                  |        |
| Am Sattelplatz Ved Sadelpladsen                        | Dort, bei Twedter Mark, befand sich früher der Reitstall der Marineschule Mürwik. | Lage, Mürwik (PLZ 24944)                                  |        |
| Am Schloßwall Ved Slotsvolden                          | Straßenname mit Bezug zur Duburg. | Lage, Neustadt (PLZ 24939)                                |        |
| Am Schützenhof Ved Skyttegården                        | Dort hatte die St.-Nikolai-Schützengilde einen Schießstand. Die Straße erhielt ihren offiziellen Namen im Jahr 1950. | Lage, Westliche Höhe (PLZ 24939)                          |        |
| Amselstraße Solsortegade                               | Bezieht sich auf offensichtlich auf die Vogelart; vgl. Amsel; siehe auch: Drosselweg. Ein besonderer Hintergrund liegt nicht vor. Um 2019 wurde die Amselstraße, zum Wohnquartier Schwarzenbachtal hin, verlängert. | Lage, Nordstadt (PLZ 24939)                               |        |
| Am Sender Ved Senderen                                 | Dort befand sich früher der Flensburger Sender. | Lage, Jürgensby (PLZ 24943)                               |        |
| Am Soot Ved Brønden                                    | Die Straße erhielt ihren Namen im Jahr 1957. Das Wort Soot, Sood, Sod oder auch Sott kennt unterschiedliche Bedeutungen. Es kann zum einen „Brunnen“ bedeuten (vgl. Sood) und zum anderen kann es auch „Ruß“ bedeuten. Ob in dem Gebiet ein Brunnen, eine Quelle oder etwas wie ein „Kohleberg“ oder ein „Ruß schleudernder Schornstein“ jemals standen, ist aber offenbar nicht überliefert. Im Plattdeutschen wird im Übrigen auch der Schornsteinfeger „Sottje“ genannt. Und da der bekanntlich Glück bringt, heißt es auch: „De hett aver Sott hatt“ (hochdeutsch: Der hat aber Sott gehabt) wenn jemand „Glück“ hatte. | Lage, Mürwik (PLZ 24944)                                  |        |
| Am Sophienhof Ved Sophiegården                         | Am 11. November 1942 legte der nationalsozialistische Oberbürgermeister Ernst Kracht den Straßennamen „Am Sophienhof“ fest. Siehe für Weiteres: Sophienhof (Flensburg); Die Straße „Am Sophienhof“ liegt nicht bei den Straßen Sophienstraße und Kleine Sophienstraße. Diese beiden Straßen haben zudem einen ganz anderen Benennungshintergrund. | Lage, Weiche (PLZ 24941)                                  |        |
| Am Teich Ved Dammen                                    | Im dortigen Bereich der Straße lag wohl ursprünglich ein Teich. Die Straße erhielt ihren Namen im Jahr 1966. | Lage, Tarup (PLZ 24943)                                   |        |
| Am Vogelherd Ved Slaggarnet                            | Vogelherd wurden früher Fangplätze genannt, an denen verschiedene Vögel gefangen wurden. Aus dem Raum Flensburg ist überliefert, dass der Amtmann Kay von Ahlefeld im Jahr 1631 bei Harrislee einen solchen Vogelherd anlegen ließ. Die Straße „Am Vogelherd“ liegt jedoch an einer ganz anderen Stelle der Stadt. Sie erhielt ihren offiziellen Namen erst im Jahr 1937, weshalb der Straßenname möglicherweise, mangels fehlenden Hintergrundes, keine besondere Aussagekraft hat. | Lage, Jürgensby (PLZ 24943)                               |        |
| Am Volkspark Ved Folkeparken                           | Straße am Volkspark | Lage, Fruerlund (PLZ 24943)                               |        |
| Am Wasserturm                                          | Straße am Mürwiker Wasserturm die im Zuge der dortigen Neubebauung aus dem Jahr 2015 eingerichtet wurde. Im besagten Jahr startete der Selbsthilfe-Bauverein den Neubau von Wohnungen auf dem dortigen über 30.000 m² großen Areal, es wurde zuvor dem Volksparkgelände entzogen. An dieser Bebauung waren die Unternehmen Höft, Bauplan Nord sowie auch die WOGE Kiel beteiligt. | Lage, Fruerlund (PLZ 24943)                               |        |
| An der Bergmühle Ved Bjergmøllen                       | An dem Weg liegt die Bergmühle. | Lage, Nordstadt (PLZ 24939)                               |        |
| An der Friedenskirche                                  | Die Straße liegt an der Friedenskirche. | Lage, Weiche (PLZ 24941)                                  |        |
| An der Johannismühle Ved Johannesmøllen                | An der Straße liegt die St. Johannismühle. | Lage, Sandberg (PLZ 24943)                                |        |
| An der Marienau Ved Marieåen                           | Liegt am Bach Marienau. | Lage, Friesischer Berg (PLZ 24941)                        |        |
| An der Reitbahn Ved Ridebanen                          | Im Bereich des Grundstückes Nummer 17 befand sich im 19. Jahrhundert zeitweise eine Reitbahn. Unter anderem wurde auf dieser Reitbahn auch Ringreiten abgehalten. Die Straße erhielt ihren Namen im besagten Jahrhundert. | Lage, Friesischer Berg (PLZ 24937)                        |        |
| An der Schleswag                                       | Erinnert offenbar an die Schleswig-Holsteinische Stromversorgungs AG (Schleswag). Die Straße markiert die Grenze zu Jarplund-Weding. Die Jarplunder Au beziehungsweise Scherrebek kreuzt im Übrigen den Straßenverlauf und fließt daher unter ihr lang in Richtung Flensburger Innenstadt. | Lage, Weding                                              |        |
| Angelburger Straße auch: Angelburgerstraße Angelbogade | Straße, deren westlicher Teil von Friesland (vgl. Friesische Straße) in Richtung Osten nach Angeln führte. Der östliche Teil hieß früher Große Johannisstraße und wird schon zur Region Angeln gerechnet. | Lage, Flensburger Innenstadt/Jürgensby (PLZ 24937)        |        |
| Angelsunder Weg Angelsundvej                           | Benannt nach dem dortigen Flurstück. Der Krug, der sich dort einst befand, hieß ebenfalls „Angelsund“. | Lage, Sandberg (PLZ 24943)                                |        |
| Anna-Hansen-Straße                                     | Benannt nach Anna Hansen (1878–1966), die sich in den Dienst der aufkommenden Frauenbewegung stellte und die erste weibliche Stadtverordnete Flensburgs wurde. Sie spielte über Jahrzehnte eine führende Rolle in der stark sozial ausgerichteten Frauenbewegung der Stadt. Die benachbarten Straßen Kauslunds wurden wie diese ebenfalls nach sozial und politisch engagierten Frauen benannt. | Lage, Engelsby (PLZ 24943)                                |        |
| Annenstraße Annagade                                   | Der Hintergrund der Straßenbenennung ist unsicher. Weiter nördlich bei Klues soll sich im Mittelalter eine Klause oder Kapelle befunden haben, die zu St. Annen genannt wurde. — Nach einer lokalen Familienüberlieferung gilt die Tochter des Weißbäckers Christian Carl Tychsen (* 1801; † 1871) als Namensgeberin der Straße. Die besagte Tochter, Anna Tychsen (* 1834; † um 1925) heiratete 1859 einen Husumer Kaufmann namens Topf, von dem sie aber bereits 1865 geschieden wurde. 1865 betrieb Anna Topf in der Norderstraße eine „Holländische Waren- und Putzhandlung“. Ab 1890 führte Anna Top eine Stickereihandlung. Die konkrete Bezeichnung der Straße ist seit dem Jahr 1882 belegt. | Lage, Nordstadt (PLZ 24939)                               |        |
| Ansgarstraße Ansgargade                                | Die Straße und die dort gelegene Mürwiker St.-Ansgar-Kirche wurden 1957 nach Ansgar, dem Erzbischof von Hamburg und Bremen und Missionsbischof für Skandinavien benannt. | Lage, Mürwik (PLZ 24944)                                  |        |
| Apenrader Chaussee Åbenrå Landevej                     | Straße Richtung Apenrade | Lage, Nordstadt (PLZ 24939)                               |        |
| Apenrader Straße Åbenrågade                            | Straße Richtung Apenrade | Lage, Nordstadt (PLZ 24939)                               |        |
| * Apfelhof                                             | Hof am Trögelsbyer Weg (siehe dort). Auch wenn bei der Postkartenadressierung hin und wieder der Name des Hofes als Straßenname verwendet wird, so ist der Name doch nicht offiziell. Die dortigen Häuser gehören zum Trögelsbyer Weg. | Lage, Engelsby                                            |        |
| Arndtstraße Arndtsgade                                 | Benannt nach Ernst Moritz Arndt. | Lage, Fruerlund (PLZ 24943)                               |        |
| Arnkielstraße Arnkilgade                               | Die Straße erinnert an den „Übergang der preußischen Truppen bei Arnkiel“ während des Deutsch-Dänischen Krieges im Jahr 1864. — Die Halbinsel Arnkiel liegt im Norden der dänischen Insel Alsen. Die preußischen Truppen setzten dort am 29. Juni 1864 von Sundewitt nach Alsen über, vermieden damit die Querung bei Sonderburg und führten aus dieser Lage die endgültige Entscheidung herbei. Das bei Arnkiel im Anschluss zur Erinnerung errichtete „Arnkiel-Denkmal“ wurde nach der Kapitulation 1945 von Dänen gesprengt. — Die Benennung der Straße hat also nicht mit dem in jüngerer Zeit angelegten Arnkielpark bei Oeversee zu tun. | Lage, Jürgensby (PLZ 24943)                               |        |
| Asmus-Jepsen-Weg                                       | Flensburger Opfer der NS-Marinejustiz. Kurz vor Ende des Zweiten Weltkrieges, am 6. Mai 1945, wurde Asmus Jepsen als Fahnenflüchtiger dort auf dem Schießplatz Twedter Feld hingerichtet (vgl. Sonderbereich Mürwik sowie Regierung Dönitz). | Lage, Mürwik (PLZ 24944)                                  |        |
| Auf dem Campus                                         | Dort liegt der Campus Flensburgs mit der Flensburger Fachhochschule und der Europa-Universität Flensburg. | Lage, Sandberg (PLZ 24943)                                |        |
| Auf dem Feld På Marken                                 | Die Straße auf der Ostseite der Stadt, im Stadtteil Mürwik erhielt ihren offiziellen Namen im Jahr 1959. Die Stadt Flensburg besaß im Mittelalter und noch lange danach auf der Westseite ein großes, unbebautes Stadtfeld. Das Gebiet Mürwik wurde aber erst 1910 eingemeindet, so dass es nicht zum besagten Stadtfeld gehörte. Bei der Straßenbenennung handelt es sich um einen Flurnamen, welcher offenbar auf irgendein ehemaliges, unbebautes Feld in diesem Bereich Mürwiks verweist. Zu Zeiten der Eingemeindung war das Mürwiker Gebiet noch weitgehend ländlich geprägt. Mehrere Bauernhöfe waren noch im Betrieb. | Lage, Mürwik (PLZ 24944)                                  |        |
| Auf dem Löwenberg                                      | Die Straße beim Gebiet Löwenberg erhielt ihren offiziellen Namen im Jahr 1997. | Lage, Sandberg (PLZ 24943)                                |        |
| Auf dem Sander                                         | Vgl. Sander. Eine Straße, die wohl um 2010 in Weiche entstand. | Lage, Weiche (PLZ )                                       |        |
| Auf der Dorfkoppel                                     | Der alte Flurname verweist auf eine Koppel eines Dorfes. Die Straße erhielt ihren offiziellen Namen nach der Entstehung des umliegenden Sünderuper Neubaugebietes im Jahr 2001. | Lage, Tarup (PLZ 24943)                                   |        |
| Auf der Hofwiese                                       | Der alte Flurname verweist offensichtlich auf eine Wiese, die zu einem Hof gehörte. Die Straße, welche offiziell ihren Namen im Jahr 2004 erhielt, liegt südlich von Sünderuphof. | Lage, Tarup (PLZ 24943)                                   |        |
| Auf der Mole                                           | Straße auf einer Mole bei Sonwik, die früher Württembergbrücke hieß (vgl. Württemberg (Schiff, 1881)) und heute zu den dort neu gebauten Wasserhäusern führt. | Lage, Mürwik (PLZ 24944)                                  |        |
| Augustastraße Augustagade                              | Nach Augusta von Sachsen-Weimar-Eisenach benannt. | Lage, Jürgensby (PLZ 24937)                               |        |

Fußnoten
1. ↑  Der Ochsenweg, abgerufen am: 2. März 2015
2. ↑  Flensburger Tageblatt: Gartenstadt: Krippenplätze für die Jüngsten, vom: 4. März 2010, abgerufen am: 2. März 2015
3. ↑  Wolfgang Lindow: Plattdeutsch-hochdeutsches Wörterbuch. 5. Auflage. 1998, Eintrag: Heck
4. ↑  Flensburger Tageblatt: Flensburgs Wohnquartiere: Sünderup: Die Dorf-Oase, vom: 13. August 2011; abgerufen am: 17. Oktober 2015
5. ↑  Gerret Liebing Schlaber: Vom Land zum Stadtteil. Flensburgs Stadtfeld und die eingemeindeten Dörfer in Bild und Wort ca. 1860–1930. Flensburg 2009. Seite 116
6. ↑  Vgl. Dieter Pust: Flensburger Straßennamen. Gesellschaft für Flensburger Stadtgeschichte, Flensburg 2005, ISBN 978-3-925856-50-1, Artikel: Adelbytoft und Munketoft
7. ↑  Vgl. Gundula Hubrich-Messow: Sagen und Märchen aus Flensburg, Husum 1992, Seite 37
8. ↑  Flensburger Tageblatt: Wohnungsbau in Flensburg: Auf dem Weg zur 100.000 – vom Flensdorf zur Flensstadt, vom: 13. Juli 2018; abgerufen am: 15. Oktober 2018
9. ↑  Flensburger Tageblatt: Projekt 100.000-Einwohner: Flensburg zweifelt am Zensus, vom: 15. Oktober 2013; abgerufen am: 15. Oktober 2018
10. ↑  Karl Müllenhoff: Sagen, Märchen und Lieder der Herzogtümer Schleswig, Holstein und Lauenburg, Nummer 37.2.Anmerkung in Form einer Räubergeschichte sowie: Sagen, Märchen und Lieder der Herzogtümer Schleswig, Holstein und Lauenburg, Nummer 324. Der Schatz des Räubers
11. 1 2  Die Duburg, Festung und Schloss auf der westlichen Höhe. (PDF) Abgerufen am 10. Februar 2020., Seite 7 und 10
12. 1 2  Vgl. Flensburger Tageblatt: Luftbildserie: Fördewald: Am Grünen und im Stillen, vom: 27. August 2011, abgerufen am: 25. Februar 2014
13. ↑  Andreas Oeding, Broder Schwensen, Michael Sturm: Flexikon. 725 Aha-Erlebnisse aus Flensburg!, Flensburg 2009, Artikel: Goldregensiedlung
14. 1 2 3  Gesellschaft für Flensburger Stadtgeschichte (Hrsg.): Flensburg in Geschichte und Gegenwart. Flensburg 1972, Seite 433
15. 1 2  Dieter Pust: Flensburger Straßennamen. Gesellschaft für Flensburger Stadtgeschichte, Flensburg 2005, ISBN 978-3-925856-50-1, Artikel: Am Kanalschuppen
16. ↑  Flensburger Tageblatt: Historischer Hafenblick: Das Ostufer vor dem nächsten Wandel, vom: 6. April 2013; abgerufen am: 10. November 2018
17. 1 2  Dieter Pust: Flensburger Straßennamen. Gesellschaft für Flensburger Stadtgeschichte, Flensburg 2005, ISBN 978-3-925856-50-1, Artikel: Am Knüll
18. ↑  Wolfgang Lindow: Plattdeutsch-hochdeutsches Wörterbuch. 5. Auflage. 1998, Eintrag: Knüll
19. ↑  Eva Siebenherz: E-Book 2016, abgerufen am: 10. November 2018
20. ↑  Flensburger Tageblatt: „Arbeiten für die Umwelt“: Flensburger Verein vor dem Aus: Schwerer Schlag für 1-Euro-Jobber, vom: 30. Dezember 2014; abgerufen am: 10. November 2018
21. ↑  Flensburger Tageblatt: Aus für Umweltverein in Flensburg: Letzter Abgesang: Afdu sagt Bye-bye, vom: 8. Januar 2017; abgerufen am: 10. November 2018
22. ↑  Arbeiten für die Umwelt e. V. in Flensburg, Am Lokschuppen 3, abgerufen am: 10. November 2018
23. ↑  Ehemalige Postleitzahl gem. Woxikon. Postleitzahlen Flensburg-Weiche, abgerufen am: 10. November 2018
24. 1 2  Flensburger Tageblatt: Zwei Höfe - gewachsen zum Stadtteil, vom: 30. Juli 2011; abgerufen am: 2. März 2015
25. ↑  Benennung von Straßen Wohnbaugebiet “Kauslund-Osterfeld” (Bebauungsplan Nr. 232), S. 5
26. ↑  Dieter Pust: Flensburger Straßennamen. Gesellschaft für Flensburger Stadtgeschichte, Flensburg 2005, ISBN 978-3-925856-50-1, Artikel: Kanonenberg
27. ↑  Neue Straßennamen im Wohnquartier Schwarzenbachtal, vom: 3. Juli 2019; abgerufen am: 30. Oktober 2019
28. ↑  Dieter Pust: Flensburger Straßennamen. Gesellschaft für Flensburger Stadtgeschichte, Flensburg 2005, ISBN 3-925856-50-1, Artikel: Am Soot.
29. 1 2 3  Marsch und Förde. Sood, vom: 24. November 2003; abgerufen am: 8. April 2018
30. ↑  Duden. Rechtschreibung. Eintrag: Sott, abgerufen am: 8. April 2018
31. ↑  Andreas Oeding, Broder Schwensen, Michael Sturm: Flexikon. 725 Aha-Erlebnisse aus Flensburg!, Flensburg 2009, Artikel: Brunnen
32. 1 2 3  Die Welt: Auf ein (Platt-)Wort, vom: 4. Januar 2010; abgerufen am: 8. April 2018
33. ↑  Platmakers — Plattdeutsches Wörterbuch, Eintrag: Sood; abgerufen am: 9. April 2018
34. ↑  Wolfgang Lindow: Plattdeutsch-hochdeutsches Wörterbuch. 5. Auflage. 1998, Eintrag: Soot, Sood
35. ↑  Platmakers — Plattdeutsches Wörterbuch, Eintrag: Sood; abgerufen am: 9. April 2018
36. ↑  Wolfgang Lindow: Plattdeutsch-hochdeutsches Wörterbuch. 5. Auflage. 1998, Eintrag: Sott, Soot
37. 1 2 3 4 5  Gesellschaft für Flensburger Stadtgeschichte (Hrsg.): Flensburg in Geschichte und Gegenwart. Flensburg 1972, Seite 434
38. ↑  Dieter Pust: Flensburger Straßennamen. Gesellschaft für Flensburger Stadtgeschichte, Flensburg 2005, ISBN 3-925856-50-1, Artikel: Am Soot
39. ↑  Wolfgang Lindow: Plattdeutsch-hochdeutsches Wörterbuch. 5. Auflage. 1998, Eintrag: Sottje
40. ↑  Vgl. Dieter Pust: Flensburger Straßennamen. Gesellschaft für Flensburger Stadtgeschichte, Flensburg 2005, ISBN 3-925856-50-1, Artikel: Am Teich.
41. ↑  Vgl. Dieter Pust: Flensburger Straßennamen. Gesellschaft für Flensburger Stadtgeschichte, Flensburg 2005, ISBN 3-925856-50-1, Artikel: Am Vogelherd.
42. ↑  Informationen zu den Neubauprojekten (Memento vom 8. Januar 2015 im Internet Archive)
43. ↑  Dieter Pust: Flensburger Straßennamen. Gesellschaft für Flensburger Stadtgeschichte, Flensburg 2005, ISBN 978-3-925856-50-1, Artikel: An der Reitbahn
44. ↑  Beispiel Scherrebektal -Landschaftsgestaltung durch Wasser und Eis im Flensburger Raum. - Teil 3, S. 8; abgerufen am: 3. November 2019
45. ↑  Benennung von Straßen Wohnbaugebiet “Kauslund-Osterfeld” (Bebauungsplan Nr. 232), S. 3 f.
46. 1 2  Dieter Pust: Flensburger Straßennamen. Gesellschaft für Flensburger Stadtgeschichte, Flensburg 2005, ISBN 3-925856-50-1, Artikel: Annenstraße
47. ↑  Vgl. Pflegedienstvitalis, Unsere Partner (Memento vom 27. September 2015 im Internet Archive), abgerufen am 26. September 2015
48. ↑  Senioreneinrichtungen und Ambulante Pflegedienste, abgerufen am 26. September 2015
49. ↑  Bilder vom Arnkiel-Denkmal: Sonderburg, Dänemark: Arnkieldenkmal; Panorama sowie: Wikimedia Commons. Die Gartenlaube (1872) b 729.jpg; jeweils abgerufen am: 8. April 2018
50. ↑  Dieter Pust: Flensburger Straßennamen. Gesellschaft für Flensburger Stadtgeschichte, Flensburg 2005, ISBN 3-925856-50-1, Artikel: Arnkielstraße.
51. ↑  Dieter Pust: Flensburger Straßennamen. Gesellschaft für Flensburger Stadtgeschichte, Flensburg 2005, ISBN 978-3-925856-50-1, Artikel: Auf dem Feld
52. ↑  Gesellschaft für Flensburger Stadtgeschichte (Hrsg.): Flensburg in Geschichte und Gegenwart. Flensburg 1972, Seite 406
53. ↑  Ein Verweis auf das besagte Stadtfeld erfolgte beispielsweise in: Dieter Pust: Flensburger Straßennamen. Gesellschaft für Flensburger Stadtgeschichte, Flensburg 2005, ISBN 978-3-925856-50-1, Artikel: Auf dem Feld
54. ↑  Dieter Pust: Flensburger Straßennamen. Gesellschaft für Flensburger Stadtgeschichte, Flensburg 2005, ISBN 978-3-925856-50-1, Artikel: Auf dem Löwenberg
55. ↑  Dieter Pust: Flensburger Straßennamen. Gesellschaft für Flensburger Stadtgeschichte, Flensburg 2005, ISBN 978-3-925856-50-1, Artikel: Auf der Dorfkoppel
56. ↑  Dieter Pust: Flensburger Straßennamen. Gesellschaft für Flensburger Stadtgeschichte, Flensburg 2005, ISBN 978-3-925856-50-1, Artikel: Auf der Hofwiese
57. ↑  Flensburger Tageblatt: Wohnen fünf Meter über den Wellen, vom 27. Juni 2013; abgerufen am: 31. Mai 2015
58. ↑  Satzung der Stadt Flensburg über den vorhabenbezogenen Bebauungsplan "Sonwik - Alter Marinestützpunkt Mürwik" (VEP Nr. 12). (PDF) Abgerufen am 10. Februar 2020., vom: 14. Juni 2002